# Bartha József (labdarúgó)
Bartha József (Nagyvárad, 1902. július 18. – 1957. október 26.) magyar nemzetiségű román válogatott labdarúgó, hátvéd.

## Pályafutása

### Klubcsapatban
A Nagyváradi Törekvés csapatában kezdte a labdarúgást, ahol 1921 és 1933 között szerepelt. Közben egy idényre, 1931–32-ben a Crișana Oradea együttesében játszott. 1933 és 1938 között a Nagyváradi AC játékosa volt és egy-egy bajnoki ezüst- és bronzérmet szerzett a csapattal.

### A válogatottban
1922 és 1927 között 11 alkalommal szerepelt a román válogatottban. Részt vett az 1924-es párizsi olimpián.

## Sikerei, díjai
- Román bajnokság
  - 2.: 1934–35
  - 3.: 1933–34